# Jablonná
Jablonná (en allemand : Jablona) est une commune du district de Příbram, dans la région de Bohême-Centrale, en République tchèque. Sa population s'élevait à 396 habitants en 2020.

## Géographie
Jablonná se trouve à 10 km à l'est-sud-est de Příbram et à 51 km au sud-sud-est de Prague.
La commune est limitée par Višňová au nord, par Dolní Hbity à l'est, au sud et à l'ouest, et par Milín au nord-ouest.

## Histoire
La première mention écrite de la localité date de 1603.

## Administration
La commune se compose de deux quartiers :
- Jablonná
- Horní Hbity

## Transports
Par la route, Jablonná se trouve à 10,5 km de Příbram et à 63 km de Prague.